# Shelby American Inc.
Pour les articles homonymes, voir Shelby.
Shelby-American Inc. est une marque et ancienne écurie automobile américaine fondée par l'ancien pilote Carroll Shelby spécialisée dans la modification de modèles Ford et en particulier de la Ford Mustang (équivalent de la concession Abarth pour exemple). La marque deviendra célèbre à partir de 1962 avec l'AC Cobra, un dérivé musclé de la petite anglaise AC Bristol, et finira d'asseoir sa notoriété grandissante avec la Shelby GT 350 ainsi que la Shelby GT 500, faisant de son nom une légende.

## Shelby Cobra

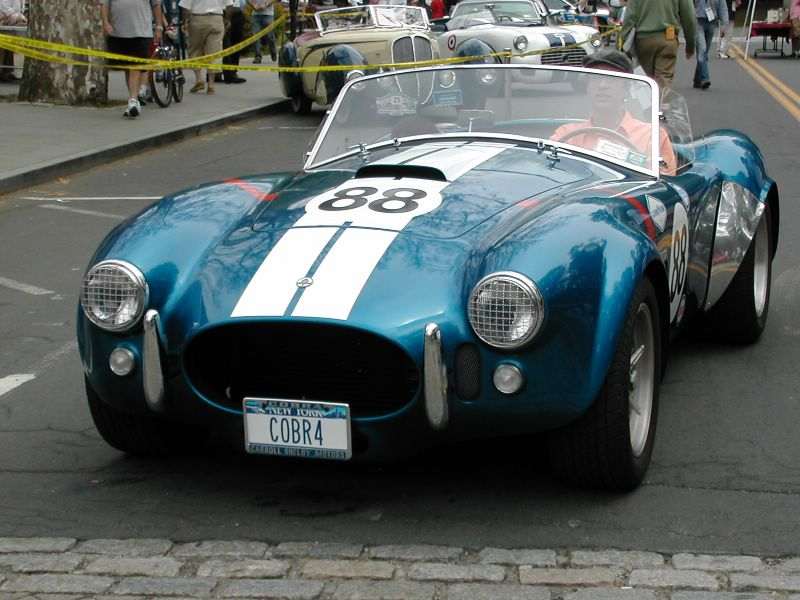
Une Cobra

En Angleterre, la marque AC, spécialisée dans la fabrication de voitures sportives, est contrainte de remplacer son moteur ACE, un petit moteur six-cylindres à arbre à cames en tête tout en aluminium de 2 litres de cylindrée ne dépassant pas les 100 chevaux, plus assez puissant et compétitif, par le moteur Bristol (d'origine BMW) qui équipait les BMW 328, développant 145 chevaux et bénéficiant alors d'une excellente réputation. Ce dernier était usiné avec un soin extrême selon des normes identiques à celles de l'aéronautique, en utilisant les meilleurs matériaux du marché. Plus puissant que le moteur AC, il se révélera plus adapté à la compétition automobile.
Bristol fut néanmoins contraint de suspendre la fourniture de mécanique à AC à partir de 1961. En effet, c'est à cette époque que le constructeur basé à Filton passa au tout V8, avec le modèle Bristol 407. AC tentera sans grand succès de remplacer la mécanique Bristol par un moteur Ford Zephyr. Mais hélas, ce dernier ne donnera jamais vraiment entière satisfaction, et seulement 46 modèles ainsi équipés furent fabriqués.
Pendant ce temps, Shelby ayant dans l'idée de créer une voiture sportive américaine pour concurrencer Ferrari sur les circuits se met à en quête d'un châssis qu'il pourrait modifier et préparer à sa guise afin de le rendre ultra compétitif.
Sa quête l'amènera donc chez AC. Shelby proposa au Frères Hurlocks, les propriétaires de la firme AC de placer dans leur voiture un nouveau moteur V8 que Ford venait de concevoir et qui deviendra plus tard le fameux 289 ci (4,7 litres).
La AC Cobra 260 voit le jour en 1962. Cette dernière est survitaminée, diablement puissante et bénéficie d'un rapport poids/puissance très élevé. La légende de la Cobra est née, et la Shelby Cobra Daytona Coupé est de taille à battre les Ferrari 250 GTO en course.
.

## Les Shelby GT 350 et GT 500

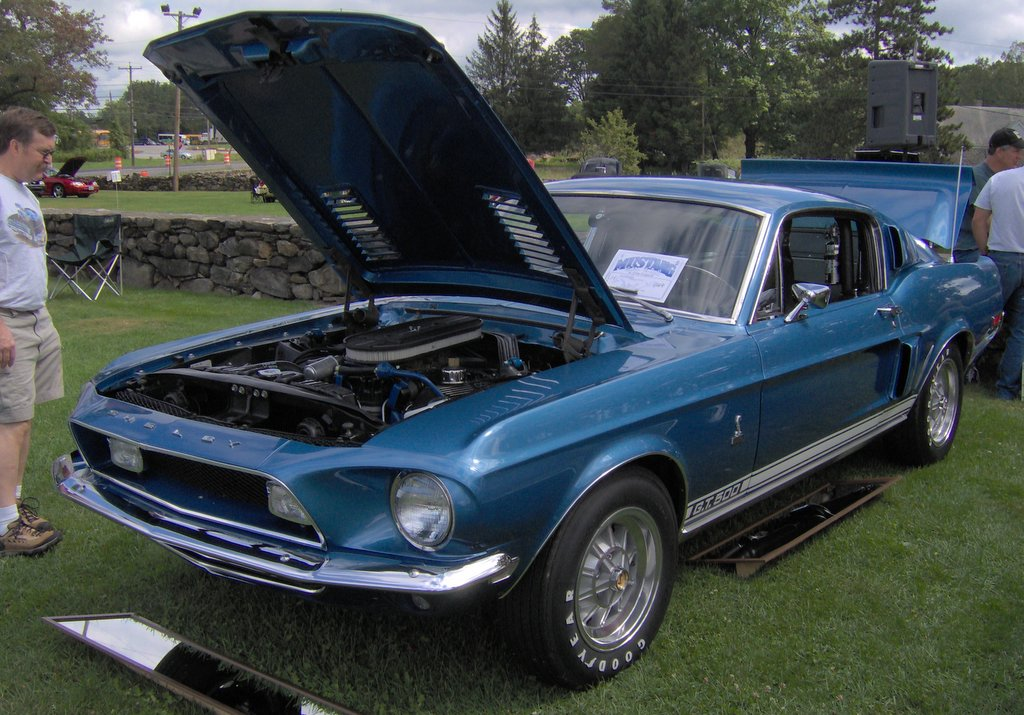
Une GT 500 de 1968

Un an après le lancement de la Ford Mustang, née en 1964 et qui rencontre un énorme succès auprès de la jeune génération issue du Baby Boom d'après guerre, Ford souhaite donner un prolongement plus sportif à un modèle de nature assez paisible, cherchant en effet à contrer Chevrolet et Plymouth dans le championnat américain SCCA (Sports Car Club of America), où la Mustang de série, même la mieux lotie en options (et elles n'en manquent pas), n'est pas de taille face à Chevrolet avec sa Corvette et surtout, sa Camaro ainsi que Plymouth avec sa fameuse Hemi Cuda. Le designer automobile Ford de l'époque Lee Iacocca (le père du dessin final de la Ford Mustang), charge l'ancien pilote de course émérite Carroll Shelby, remarqué par la direction de Ford pour ses prouesses avec la fameuse AC Bristol devenue AC Cobra par la greffe du V8 Ford, de faire des Mustang plus sauvages en vue d’une production en série restreinte pour l’homologation dès la saison 1965, en classe B pour aller remporter le championnat américain de ce qui s'appellera par la suite le championnat NASCAR.
La transformation du coupé Mustang Fastback en voiture de hautes performances se fera dans les ateliers de Carroll Shelby à Venice, en Californie. Si la voiture est aisément reconnaissable à sa livrée blanche barrée de bandes bleues et à son capot en polyester doté d'une prise d'air, les principales différences qui la distinguent des Mustang de série sont dissimulées au regard.
Pour parvenir à ce résultat, Carroll Shelby a procédé à de nombreuses transformations : le V8 de 289 ci (4,7 litres) y est affûté grâce notamment à des collecteurs spécifiques, avec différentiel à glissement limité,  vilebrequin spécial, taux de compression porté à 11, carburateur Holley quadruple corps, admission par pipe spéciale en aluminium, échappements spécifiques. Deux couvre-culbuteurs ailetés en aluminium et frappés du cobra (devenu l'emblème de la marque) complètent l'ensemble accolé à une boîte de vitesses manuelle Borg-Warner à quatre rapports de type T10 et un carter d’huile avec une contenance revue à la hausse. Pour parer à ce surcroît de vitamines, les suspensions sont renforcées et des freins à disques montés à l'avant. Ce traitement permet de passer la puissance à 306 chevaux à 6 000 tr/min contre 271 chevaux à l'origine. Baptisée Shelby GT 350, la voiture développe un couple monstrueux de 45,5 mkg à 4 200 tr/min et atteint plus de 200 km/h.
Les transformations effectués sur la Mustang de base par Shelby dépasseront largement les prévisions. Le succès aura comme conséquence la diffusion de plus de 500 exemplaires en 1965 alors que la construction de cent voitures suffisait à l’homologation. Cette réussite sera encore amplifiée l’année suivante. 
En 1967, la carrosserie est sensiblement retouchée : le capot est allongé et surmonté d’une volumineuse entrée d’air, la face avant reçoit des projecteurs longue portée, alors que la poupe se prolonge par un becquet. Contrairement aux premières GT 350, la direction et les freins reçoivent un dispositif d’assistance. C’est cette année-là que la GT 350 se voit adjoindre une grande sœur, la désormais mythique GT 500.

## Palmarès
- United States Road Racing Championship (USRRC) 1963 (Bob Holbert, sur AC Cobra Daytona Coupé), 1964 (Jim Hall) et 1965 (George Follmer);
- SCCA National Sports Car Championship 1963 et 1964 (Bob Johnson, en A Production);
- Championnat du monde des voitures de sport 1965 (GT - Division III >2L., sur Cobra Daytona Coupé) (2e 1964; 3e 1963, 1966 et 1967);
- 24 Heures du Mans 1964 (1er en catégorie GT +3 L, vainqueur de sa catégorie et 4e au général, sur Cobra Daytona Coupé);
- 24 Heures de Daytona 1965 et 1966 (1er avec Ken Miles et Lloyd Ruby, sur Ford GT40);
- 12 Heures de Sebring  1966 (1er Ken Miles et Lloyd Ruby, sur Ford GT40);
- 24 Heures du Mans 1966 (1er avec Bruce McLaren et Chris Amon, et 2e avec Ken Miles et Denny Hulme, sur Ford GT40);
- 24 Heures du Mans 1967 (1er avec Dan Gurney et A.J. Foyt, sur Ford GT40).